# Emilio Gálvez
Emilio Gálvez (* 1922 in Teocuitatlán de Corona; † 1991 in Guadalajara) war ein mexikanischer Sänger und Geiger. Über seine Lebensumstände ist nur wenig bekannt. Er galt als El Indio Grande del Bolero Ranchero und neben Musikern wie Valente Pastor und Javier Solís als bedeutender Vertreter des Ranchera. Von ihm erschienen mehrere Alben, darunter Ayer Hoy Y Siempre, Boleros, Boleros Rancheros und Serenata Sinaloense. Außerdem war er Geiger in Pepe Villas Mariachi México.